# CAC Sabre
O CAC Sabre, também conhecido por Avon Sabre ou CA-27, é uma variante australiana do caça North American Aviation F-86F Sabre. Esta variante foi construída pela Commonwealth Aircraft Corporation (CAC), e usada para equipar cinco esquadrões da RAAF. O Sabre prestou serviço na Emergência Malaia no final dos anos 50, e foi destacado para defesa aérea na Malásia e na Tailândia durante os anos 60. Estas aeronaves, depois de serem retiradas da RAAF, prestaram serviço na Real Força Aérea Malásia e na Força Aérea Indonésia.